# Francisco Pereira Passos
Francisco Pereira Passos (Piraí, 29 de agosto de 1836-12 de marzo de 1913) fue uno de los más destacados alcaldes de la ciudad de Río de Janeiro, entonces capital de Brasil. De profesión ingeniero, su administración entre 1902 y 1906 fue a la vez polémica y modernizadora.
Al mismo tiempo en que buena parte de los habitantes de Río daban la espalda a su gobierno debido a la gran cantidad de expropiaciones y su férrea política de terminar con la "ciudad colonial" (que incluyó numerosas demoliciones que llevaron a muchos pobladores a emigrar a asentamientos irregulares, lo que supondría el surgimiento de las favelas), transformó a Río de Janeiro y la convirtió en la Cidade Maravilhosa. La reforma urbana que lideró llevó al saneamiento de la ciudad, convirtió a Río en una ciudad ágil y moderna, e integró definitivamente el puerto y el Centro con la Zona Sur.
Entre las obras más importantes que impulsó se encuentran la emblemática avenida Río Branco y la costanera Beira-Mar, la construcción del Theatro Municipal en Cinelândia y la nivelación del terreno que dio paso al Aterro do Flamengo, un área que hoy ocupa 1.200.000 metros cuadrados ganados al mar, así como la arborización de diversas áreas, la canalización del río Carioca y el inicio de la construcción del nuevo edificio de la Escuela Nacional de Bellas Artes y del Congreso Nacional.

## Infancia
Francisco Pereira Passos nació el 29 de agosto de 1836 en el municipio de Piraí, estado de Río de Janeiro. Hijo de Antônio Pereira Passos, Barón de Mangaratiba, y Doña Clara Oliveira Passos, Francisco fue criado en la Fazenda do Bálsamo, una gran hacienda de café situada en el municipio de São João Marcos, que antes de ser elevado a la condición de villa por Don João VI, en 1813, perteneciera a la Villa y Municipio de Resende, actualmente distrito de Río Claro.

## Estudios y obras
Pereira Passos hizo sus primeros estudios en su casa paterna y, al llegar a los 14 años, su padre determinó que fuese a estudiar al Colégio São Pedro de Alcântara, en la ciudad de Río de Janeiro, donde completó sus estudios preparatorios. Floriano Peixoto y Oswaldo Cruz fueron sus compañeros de curso.
En marzo de 1852 ingresó a las Escuela MIlitar, futura Escuela Politécnica de Río de Janeiro, obteniendo el 24 de diciembre de 1856 el título de bachiller en Ciencias Físicas y Matemáticas, que le otorgaba el diploma de ingeniero civil.
Pereira Passos viajó a París como agregado brasileño en 1857, donde permaneció hasta fines de 1860. Allí completó sus estudios de ingeniería en la École Nationale des Ponts et Chaussées, y realizó prácticas como ingeniero en la construcción de la autopista del ferrocarril Paris-Lion-Mediterranée, las obras del puerto de Marsella y en la apertura del túnel en el Monte Cennis. También asistió a una de las etapas más delicadas de la reforma emprendida por Georges Eugène Haussmann, prefecto del Departamento de Seine.
En las vísperas de la Revolución de 1848, vio emerger de los barrios arrasados de París la nueva metrópolis que serviría de modelo mundial para renovaciones urbanas similares. La remodelación del espacio urbano parisino encabezado por Haussmann entre 1852 y 1870 influyó en Pereira Passos, quien regresó a Brasil en 1860 para dedicarse a la expansión del tendido ferroviario para acompañar el crecimiento de la economía cafetera.
En septiembre de 1869 fue nombrado presidente ingeniero de la Estrada de Ferro Dom Pedro II y, el 10 de diciembre de 1870, recibió el cargo de consultor técnico del Ministerio de Agricultura y Obras Públicas. El año siguiente, en compañía del barón de Mauá, regresó a Europa como Inspector Especial de las Estradas de Ferro subvencionadas por el gobierno imperial. De gira por el continente estudió diversas técnicas que luego aplicaría en Brasil, como el tren de cremallera que se implementaría en el ascenso de la sierra hacia Petrópolis. Años más tarde, en 1882, construyó el primer sistema ferroviario turístico del país, la Estrada do Ferro del cerro Corcovado.
En 1874 fue nombrado ingeniero del Ministerio del Imperio, presidido entonces por el Conselheiro João Alfredo, conocido por sus ideales abolicionistas. Más tarde, Pereira Passos integró la comisión responsable de presentar un plan general de reformulación urbana para Río de Janeiro, que debería contar con el ensanchamiento de calles, construcción de grandes avenidas, arrasamiento de morros, canalizaciones de ríos y otras medidas de gran impacto para una ciudad "reconocidamente insalubre y expuesta a toda suerte de dolencias y epidemias".
Del relevamiento realizado entre 1875 y 1876 surgió el esbozo de lo que sería el futuro plan director de la ciudad, ya en la administración Pereira Passos. Es decir, él mismo dirigió la comisión que proyectó el plan que implementaría cerca de 30 años después, ya como alcalde de la ciudad.
En 1880 viajó otra vez a Europa, donde realizó cursos en París y visitó fábricas, empresas de transporte, siderúrgicas y obras públicas en Bélgica y Holanda. De regreso a Brasil tuvo plenos poderes para resolver todos los asuntos técnicos relativos al tendido ferroviario del Paraná.
En 1882, Pereira Passos regresó a Río de Janeiro y asumió la presidencia de la Companhia de Carris de São Cristóvão. Dos años después, tras sanear la empresa, propuso a sus mayores accionistas la adquisición de un proyecto para construir una gran avenida. La iniciativa fue aprobada y, si bien no prosperó, fue la semilla de la futura Avenida Central, que sería construida veinte años después, durante su gestión como alcalde de Río, y que se convirtió en el gran marco de su administración.

## Su administración en Río de Janeiro
En "O Rio de Janeiro de Pereira Passos: Uma cidade em questão II", Giovanna Rosso Del Brenna divide la administración de Pereira Passos en cuatro fases:
- 1902-1903: proyectos y estrategias
- 1904: el año de las demoliciones
- 1905: represión y consenso
- 1906: el año de las inauguraciones

El 30 de diciembre de 1902, apenas asumió el cargo como alcalde de Río de Janeiro (entonces capital de la república), Pereira Passos comenzó a promulgar decretos tendentes a extirpar viejos hábitos ciudadanos e imponer una disciplina acorde al nuevo orden republicano. Prohibió el comercio ambulante de leche en el centro de la ciudad y la venta de billetes de lotería en calles, plazas y diligencias. Suspendió las obras privadas sin licencia del ayuntamiento. Reguló la «recolección y remoción de perros vagabundos». Prohibió pedir limosnas en la vía pública, colgarse de los tranvías, orinar y escupir en las calles, encender fogatas o fuegos artificiales y celebrar fiestas populares sagradas y profanas como el carnaval, el batuque, las serenatas, los cultos afro-brasileños y la celebración de Bumba-Meu-Boi. Incluso llegó a idear un proyecto de ley para terminar con «la vergüenza y la inmundicia injustificable de los (pobladores) en manga de camisa y descalzos en las calles de la ciudad».
En abril inició algunas demoliciones para extender calles y avenidas, mientras se presentaba el plan de remodelación de la ciudad.
1904 fue un año de muchos cuestionamientos jurídicos, principalmente por parte de habitantes y comerciantes del Centro ante la avanzada de las demoliciones. Pereira Passos también fue duramente criticado por la prensa, una constante durante todo su gobierno.
El proceso de desapropiaciones y la instauración de las vacunación obligatoria (que lideró el ministro Oswaldo Cruz) derivó en la Revuelta de la Vacuna, que comenzó el 14 de noviembre de 1904, tras la sublevación de la Escuela Militar de Praia Vermelha. Con gran adhesión popular, la revuelta duró siete días y terminó con la implementación de un estado de sitio que se prolongó hasta febrero de 1905 y el destierro de los insurrectos hacia Acre (Brasil).
Luego llegarían más expropiaciones y demoliciones y la creación de un impuesto del 25% para la renovación de calzadas. En las inundaciones de marzo de 1906 el gobierno fue acusado de negligencia en la atención de las víctimas.
Pese a las críticas, el mandato de Pereira Passos transformó definitivamente el perfil de la ciudad con una colosal remodelación. La “ciudad colonial” cedió lugar, de forma definitiva, a la “ciudad burguesa”, moderna, del siglo XX, que tenía como parámetro las metrópolis europeas. Tras la administración de Pereira Passos, Río de Janeiro olvidó el mote de Capital da Morte y recibió el título popular de Cidade Maravilhosa.

### Principales obras y legado
- 1903: inauguración del pabellón de Plaza XV de Noviembre; extensión de la calle del Sacramento (hoy Avenida Passos), inauguración del Jardim do Alto da Boa Vista, inicio del ensanchamiento de la antigua Rua da Prainha (actual Rua do Acre).
- 1904: demolición del Morro do Castelo, construcción del acuário del Passeio Público.
- 1905: inicio de la construcción del Teatro Municipal de Río de Janeiro, inauguración de la nueva autopista de Tijuca, decreto de ensanchamiento de Rua do Catete, prolongación de Rua Uruguaiana, decreto de construcción de la Avenida Atlântica (Copacabana), inauguración de la Avenida Central (hoy Rio Branco), inauguración de la Escuela-Modelo Tiradentes, decreto de apertura de la calle Gomes Freire de Andrade y la Avenida Maracanã.
- 1906: ensanchamiento de Rua da Carioca, inauguración de la fuente del Jardim da Glória, inauguración de la nueva Fortaleza na Ilha de Lage, inauguración del palacio da exposición permanente de São Luiz (futuro Palácio do Monroe), conclusión de las obras de mejoramiento del puerto do Río de Janeiro y del Canal do Mangue, inauguración de las obras de mejoramiento del Campo de São Cristóvão, inauguración de la Avenida Beira-Mar, inauguración de los cuarteles de Méier, Saúde, São Cristóvão y Botafogo; nivelación del terreno de las playas de Flamengo y Botafogo y la construcción de jardines, mejoras en el abastecimiento de agua para Río de Janeiro.

También produjo obras de saneamento de la ciudad, arborización de diversas áreas, renovación de calzadas, la canalización del Rio Carioca, el início de la construcción del nuevo edificio de la Escuela Nacional de Bellas Artes, inicio de las obras del edificio del Congreso Nacional y la creación del Mercado Municipal.
La renovación modernizadora del espacio urbano de las administración Pereira Passos redefinió los parámetros de la imagen cartográfica de Río de Janeiro. La Comisión de la Carta Catastral incorporó en la cartografía las obras en ejecución y el paisaje natural, destacando parques y plazas y enfatizando los trabajos de paisajismo en el ambiente urbanizado. Además, el poder público recurrió a la divulgación de las ilustraciones cartográficas de su programa de acciones sociales, transformando la cartografía en un instrumento legitimador de las acciones gubernamentales. El Instituto Municipal de Urbanismo creado en 1998 quiso recordar su legado y se llamó Pereira Passos (IPP), responsable por el planeamiento urbano, la producción de informaciones estadísticas, geográficas y cartográficas, el desarrollo de proyectos estratégicos subsidiados por políticas sectoriales y estudios socioeconómicos.

## Pereira Passos y el Himno a la Bandera
Pereira Passos solicitó al poeta Olavo Bilac unos versos en homenaje a la bandera de Brasil, y encomendó luego al profesor de música Francisco Braga una melodía acorde con esas estrofas. En 1906, el himno fue adoptado por el ayuntamiento, luego comenzó a cantarse en todas las escuelas de Río, y finalmente se extendió a las corporaciones militares y demás unidades de la Federación. Así se transformó extraoficialmente en el Himno a la Bandera Nacional.

## Fallecimiento
Pereira Passos falleció el 12 de marzo de 1913, a bordo de la embarcación Araguaia, cuando nuevamente se encontraba en viaje a Europa.